# Peugeot Type 184
La Peugeot Type 184 est un modèle d'automobile Peugeot produite entre 1928 et 1929.

## Historique

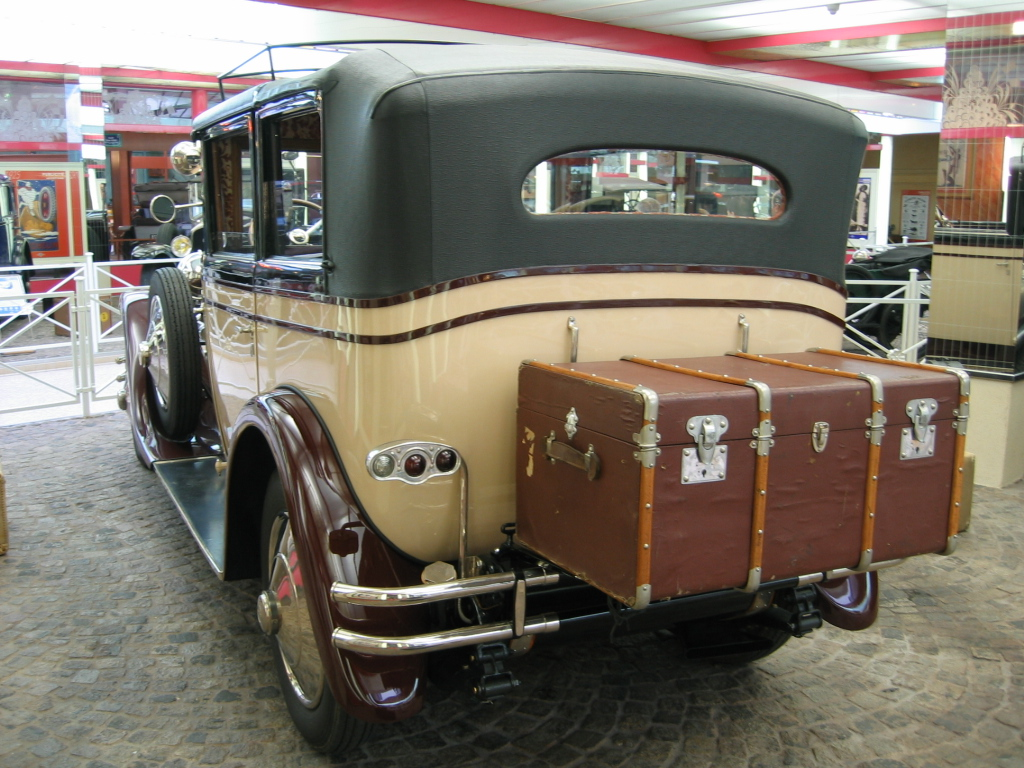